# Techno
Techno je subžánr elektronické taneční hudby, který vzniknul v 80. a plně se rozvinul v 90. letech. V techno hudbě je (jako u většiny druhů elektronické taneční hudby) kladen důraz na výrazný rytmus (založený zejména na monotónním střídání úderů basového bubnu a hi-hat) a rychlé tempo, přičemž prakticky veškeré používané zvuky jsou generovány elektronickými hudebními nástroji a přístroji. Podstatou techno hudby je opakování určité hudební jednotky, což v posluchači vytváří pocit určitého napětí a dokonce může vyvolat jistý druh extatického transu, pocitu. Tak, jak vznikalo Techno i Trance postupovalo vstříc. Techno hudba je v drtivé většině čistě instrumentální, skladby obvykle postrádají klasickou strukturu používanou v popové hudbě (sloka/refrén), používané zvuky nijak nepřipomínají běžné hudební nástroje a melodie se zde objevují pouze zřídkakdy. Mezi další subžánry elektronické taneční hudby patří např. trance, rave, house, jungle, freetekno, electro, drum'n'bass apod.

## Původ
Techno vychází z elektronické avantgardní hudby 70. let, zejména z tvorby skupin jako jsou Kraftwerk, Tangerine Dream nebo Cabaret Voltaire.
Za zakladatele tohoto hudebního stylu bývají nejčastěji označováni detroitští DJs Derrick May, Juan Atkins nebo Kevin Saunderson, kteří v polovině 80. let začali v detroitských disco klubech hrát rytmickou, čistě elektronickou hudbu s tím, že pomocí dvou gramofonů a mixážního pultu spojovali (mixovali) a prolínali jednotlivé skladby mezi sebou, čímž vznikal nepřetržitý ucelený proud (mix nebo také set) techno hudby. Toto mixování má svá pravidla - DJ musí umět srovnávat rytmy a tempo skladeb, pracovat s náladou setu, přizpůsobit výběr skladeb prostředí apod. Mezi první významné propagátory techna v Čechách patří bývalý chrudimský DJ Aleš Bleha, který se počátkem 90. let soustředil hlavně na klubovou scénu.

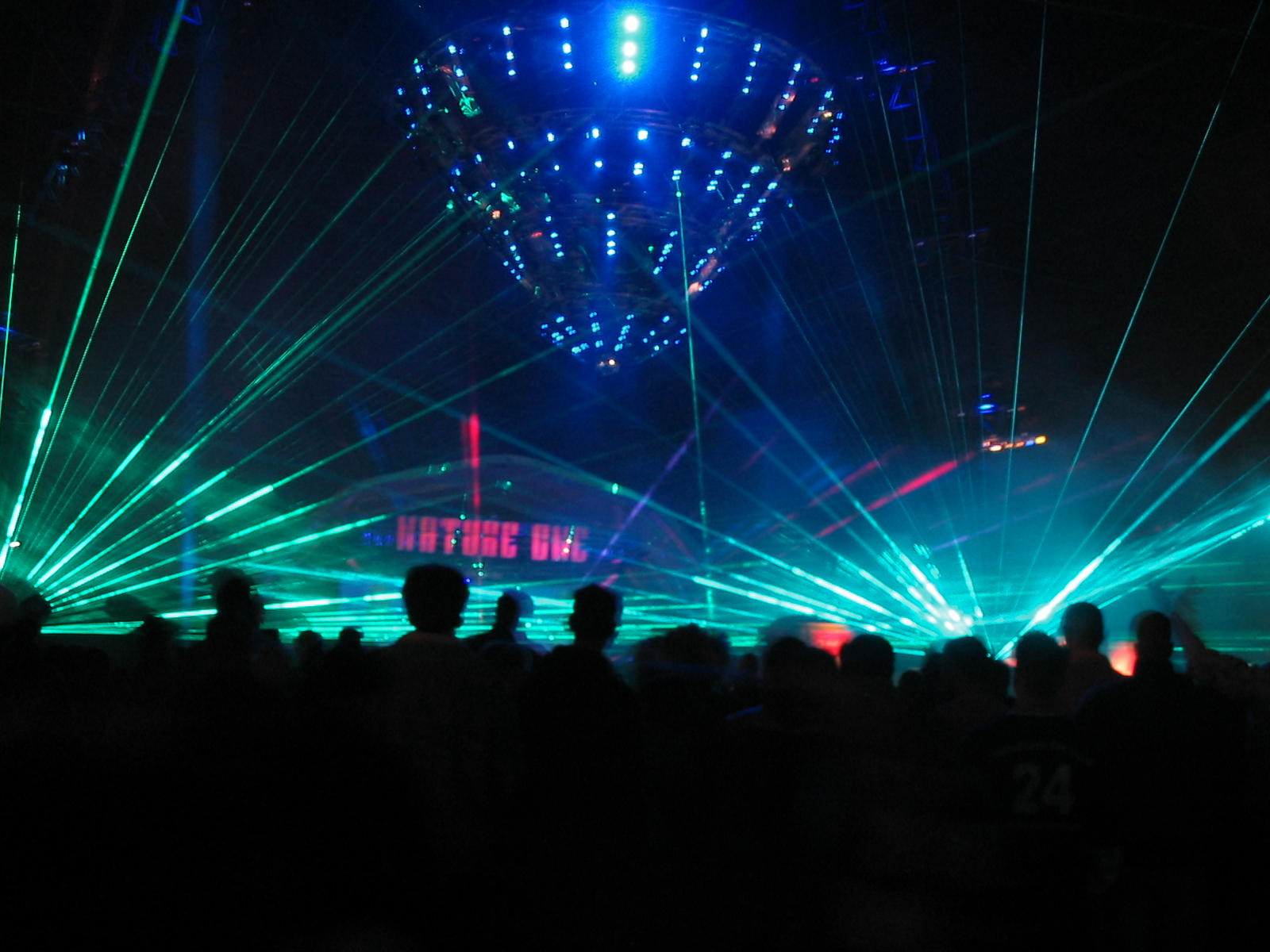
Laserová show na technopárty

## Technická podstata
Elektronická hudba (techno, trance, house, ale i electronic body music, synthpop a další styly) je termín obvykle používaný pro hudbu, která k vytváření zvuků používá elektronické nástroje, jako jsou např. syntezátory, samplery, bicí automaty a jejich softwarové obdoby. Tempo se u elektronické hudby udává v takzvaných BPM tj. čtvrttaktech nebo úderech za minutu (beats per minute). Tempo většiny techno skladeb se pohybuje v rozmezí 120–160 BPM.

## Současnost
Na přelomu 80. a 90. let ovládl tento styl západní Evropu a spolu s dalšími, výše uvedenými variantami elektronické taneční hudby, se stal velmi výrazným hudebním a společenským fenoménem. Mezi nejvýznamnější techno DJe a producenty patří zejména Jeff Mills, Claude Young, Inigo Kennedy, Carl Cox, Adam Beyer, Enrico Sangiuliano, Gaetano Parisio, Cari Lekebusch, Ben Sims, Dave Clarke, Surgeon, Regis, Pacou, Luke Slater, James Ruskin, Oliver Ho, The Advent, Hardfloor a další.
Poslední dobou, kdy se techno scéně dostalo více mediální pozornosti, jsou různé techno party (zejména ty, které se odehrávají pod širým nebem), doprovázeny odporem části občanů, kteří nesou s nelibostí hlučnost techno akcí a také poměrně rozsáhlou konzumaci drog, ke které na těchto akcích dochází. Navzdory obecně rozšířeným názorům jsou však návštěvníci těchto akcí poměrně vzdělaní, neagresivní (přestože bezpochyby existují výjimky) a po skončení párty se obvykle postarají o důkladný úklid daného prostoru. Nicméně tento problém se dotýká spíše freetekno scény, kterou je nutno odlišit od klasické techno scény (viz níže).

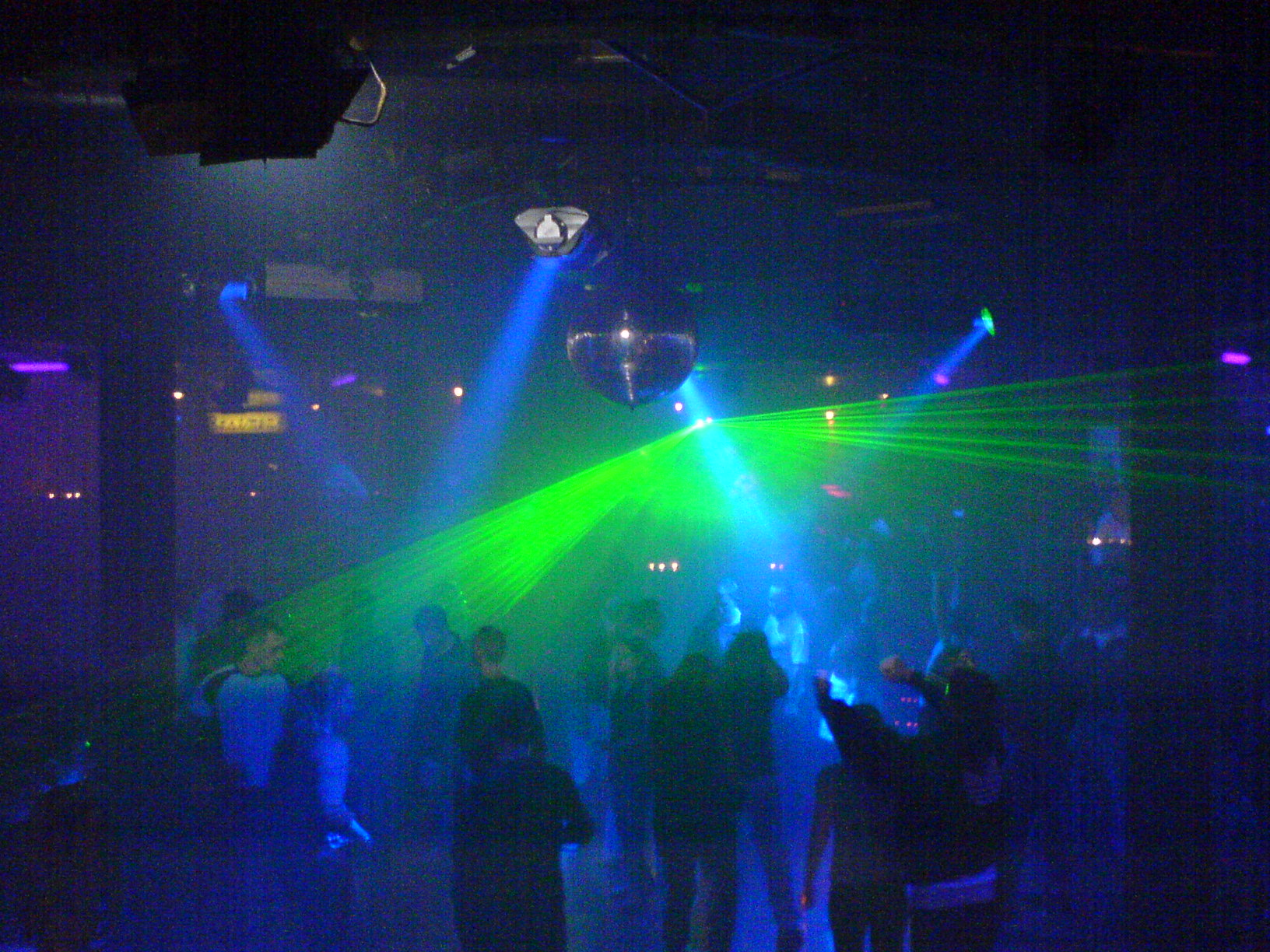
Technopárty v Berlíně

Techno hudba se také často setkává s odsuzováním ze strany příznivců „tradičnějších” hudebních směrů - ti namítají zejména skutečnost, že techno hudba není tvořena prostřednictvím živých nástrojů (je zde spatřován jakýsi nedostatek „opravdového muzikantství”) a také fakt, že techno skladby bývají značně monotónní. Těmto výtkám ovšem lze oponovat tím, že pro techno typický strojový chlad je záměrný a že tímto způsobem lze vyjádřit něco co jinými hudebními směry vyjádřit nelze. Stejně tak ona často kritizovaná repetitivnost a (mnohdy jen zdánlivá) jednoduchost nemusí být vždy výrazem nedostatku invence, ale naopak prostředkem k dosažení hypnotické atmosféry techno skladeb. V této souvislosti bývá techno často označováno za jakousi moderní obdobu pradávných šamanských rytmů.